# Arba
Arba (friülà Darbe ) és un municipi italià, dins de la província de Pordenone. L'any 2007 tenia 1.332 habitants. Limita amb els municipis de Cavasso Nuovo, Fanna, Maniago, Sequals, Spilimbergo i Vivaro.

## Administració
| Període | Identitat       | Partit        |
| ------- | --------------- | ------------- |
| 2004-   | Elvezio Toffolo | Llista cívica |